# 学士（経営学）
学士（経営学）（がくし けいえいがく、英：BB, Bachelor of Business）は、学士の学位の一つ。経営学系統の学位としては修士（経営学）、博士（経営学）がある。
主に、四年制大学の商学部経営学科、経済学部経営学科、経営学部などの卒業生に授与される学位であるが、独立行政法人大学改革支援・学位授与機構において経営学の専攻分野で学位授与を申請し審査に合格した場合にも当該学位が授与される。
旧制度では経営学士の称号であったが、1991年(平成3年)の学校教育法改正により、学士 (経営学)の学位となった。この制度改正に伴い、従前の制度で授与されていた経営学士の称号については学校教育法附則にて学位と看做されることとなった。

## 経営学分野の学士号～多様化する学位～
現在の学位制度では学位名称は、大学や授与機関単位で設定することとしており、経営学分野の学士号も多様化している。
| 経営学および関連分野の学士号の例(日本の例：その一部) | 経営学および関連分野の学士号の例(日本の例：その一部) | 経営学および関連分野の学士号の例(日本の例：その一部) | 経営学および関連分野の学士号の例(日本の例：その一部) | 経営学および関連分野の学士号の例(日本の例：その一部) |
| 法学政治学関係                                       | 法学政治学関係                                       | 法学政治学関係                                       | 法学政治学関係                                       | 法学政治学関係                                       |
| ---------------------------------------------------- | ---------------------------------------------------- | ---------------------------------------------------- | ---------------------------------------------------- | ---------------------------------------------------- |
| 経営学                                               | 経営                                                 | 経営情報                                             | 経営情報学                                           | 国際経営                                             |
| 経営情報科学                                         | 国際経営学                                           | 総合経営学                                           | グローバル・ビジネス                                 | スポーツ経営学                                       |
| 医療経営学                                           | 企業経営学                                           | 経営科学                                             | 経営政策学                                           | 現代ビジネス学                                       |
| 産業経営学                                           | 流通・経営学                                         |                                                      |                                                      |                                                      |
| 社会学関係                                           |                                                      |                                                      |                                                      |                                                      |
| 経営情報学                                           |                                                      |                                                      |                                                      |                                                      |
| その他                                               |                                                      |                                                      |                                                      |                                                      |
| 経営学                                               | 経営情報学                                           | スポーツ経営学                                       | ホスピタリティ経営学                                 | 環境経営学                                           |
| 経営教育学                                           |                                                      |                                                      |                                                      |                                                      |